# Экономика Тулы
Тула — один из крупнейших экономических центров Европейской части России. 

## Промышленность
Исторически сложилось так, что Тула была южным форпостом Москвы, на протяжении веков отражавшим набеги иностранных захватчиков. Ими ни разу не был взят ни Тульский кремль, ни сам город. Издревле оружейное производство было в Туле основным, налагая свой отпечаток на облик и характер города и области. Более четырёх веков Тула известна как центр оружейных ремёсел и металлообработки.
Сегодня Тула — это развитый промышленный центр. Промышленным производством в городе занято 121 предприятие, относящееся к категории крупных и средних, с численностью работающих 62,4 тысячи человек. Из них в сфере обрабатывающего производства — 106 предприятий, с численностью работающих 48,1 тысяч человек.
Объём отгруженных товаров собственного производства по обрабатывающему производству в 2012 году — 130,67 млрд руб. (за 2011 год — 134,79 млрд руб.).
Важное значение в структуре промышленности Тулы имеют металлургическая промышленность (57,5 %), машиностроение и металлообработка с высокой долей продукции оборонно-промышленного комплекса (19 %) и производство пищевых продуктов (18,1 %).
Металлургия представлена двумя чугунолитейными заводами — ОАО «Тулачермет» и ОАО «Косогорский металлургический завод», крупнейшим предприятием по выпуску пентоксида ОАО «ЕВРАЗ Ваннадий Тула» и более чем двумя десятками предприятий среднего масштаба.
Тула по праву гордится своими предприятиями оборонной промышленности. Среди них ОАО КБП (Конструкторское бюро приборостроения) и ОАО НПО «СПЛАВ», которые являются одними из лидеров российского и мирового военно-промышленного комплекса, а также ПАО Тульский оружейный завод, ОАО «Тульский машиностроительный завод», ОАО «Тульский патронный завод», ФГУП « Машиностроительный завод «Штамп» им. Б.Л. Ванникова», «Тулаточмаш», ОАО НПО «Стрела», ОАО «Щегловский Вал», ОАО «ЦКБА», Тульское ОАО ОКБ «Октава», ОАО «ТНИТИ». В Туле работают известные предприятия машиностроения и приборостроения, такие как ОАО «Желдормаш», ОАО «Газстройдеталь», ЗАО «Тулаэлектропривод», ООО ПКФ «Тулаавтоматика», ЗАО «Тульский завод трансформаторов», ОАО «Октава».
Индекс промышленного производства (добыча полезных ископаемых, обрабатывающие производства, производство и распределение электроэнергии, газа и воды по объёму отгруженной продукции) за январь-сентябрь 2014 года составил 130,5 % к январю-сентябрю 2013 года (в сопоставимых ценах). Цены производителей промышленных товаров за январь-сентябрь 2014 года по отношению к соответствующему периоду прошлого года выросли на 4,9 %.
Производством тульских пряников занимаются фабрики ОАО ТКФ «Ясная Поляна», ОАО ТКФ «Лакомка», ОАО КФ «Старая Тула».
Также развито пивоварение, представленное Тульским пивзаводом и Saldens Brewery.

## Торговля
В Туле работают следующие торговые сети: «Глобус», «METRO Cash & Carry», «Линия», «OBI», «SPAR», «Магнит», «Лента», «Дикси», «Пятёрочка», «Atac», «Auchan», «Fix Price», «Лабиринт», «Верный», «Прогресс», «Перекрёсток» и др.
Торгово-офисные и развлекательные центры: «Макси», «Гостиный двор», «Парадиз», «Сарафан» (бывш. «Интерсити»), «Рио», «Ликёрка Лофт», «Пролетарский», «Демидовский», «Континент», «Кировский», «Тройка-Посад», ЦУМ, «Лагуна», «Металлург», «София», «Утюг», «Фролов», «Скуратовский» и др.
Рынки: Центральный, Южный, Хопёр, Рынок на Фрунзе, Плехановский рынок, рынок «Салют» на ул. 9-го Мая.
Сети быстрого питания: Rostic’s, Крошка-картошка, Subway, Бургер Кинг, Comedy Cafe, Traveler’s Coffee, Quick, Баскин Роббинс, Шоколадница, Томато.

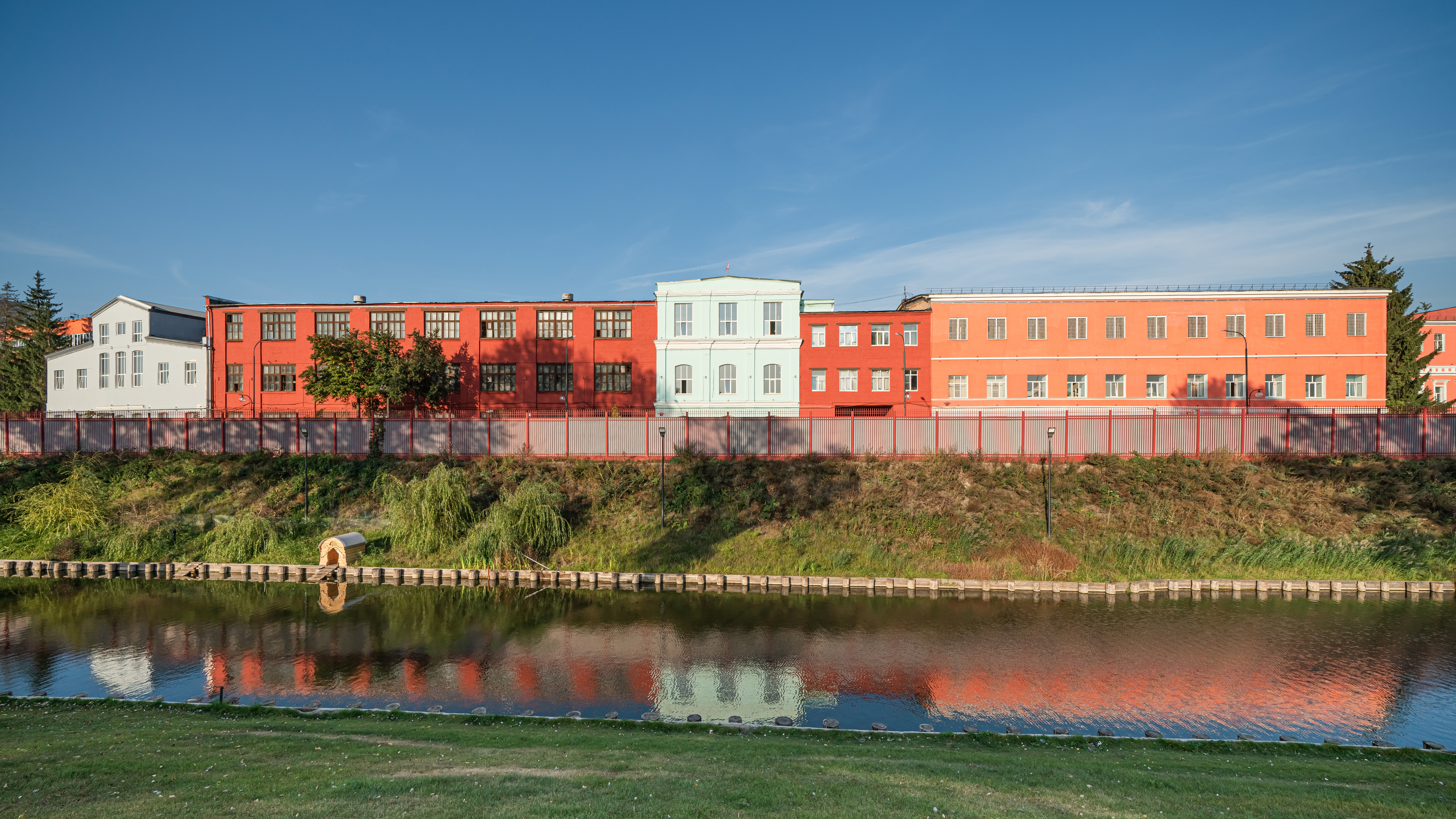
Оружейный завод
Комитет ЗАГС администрации г. Тулы
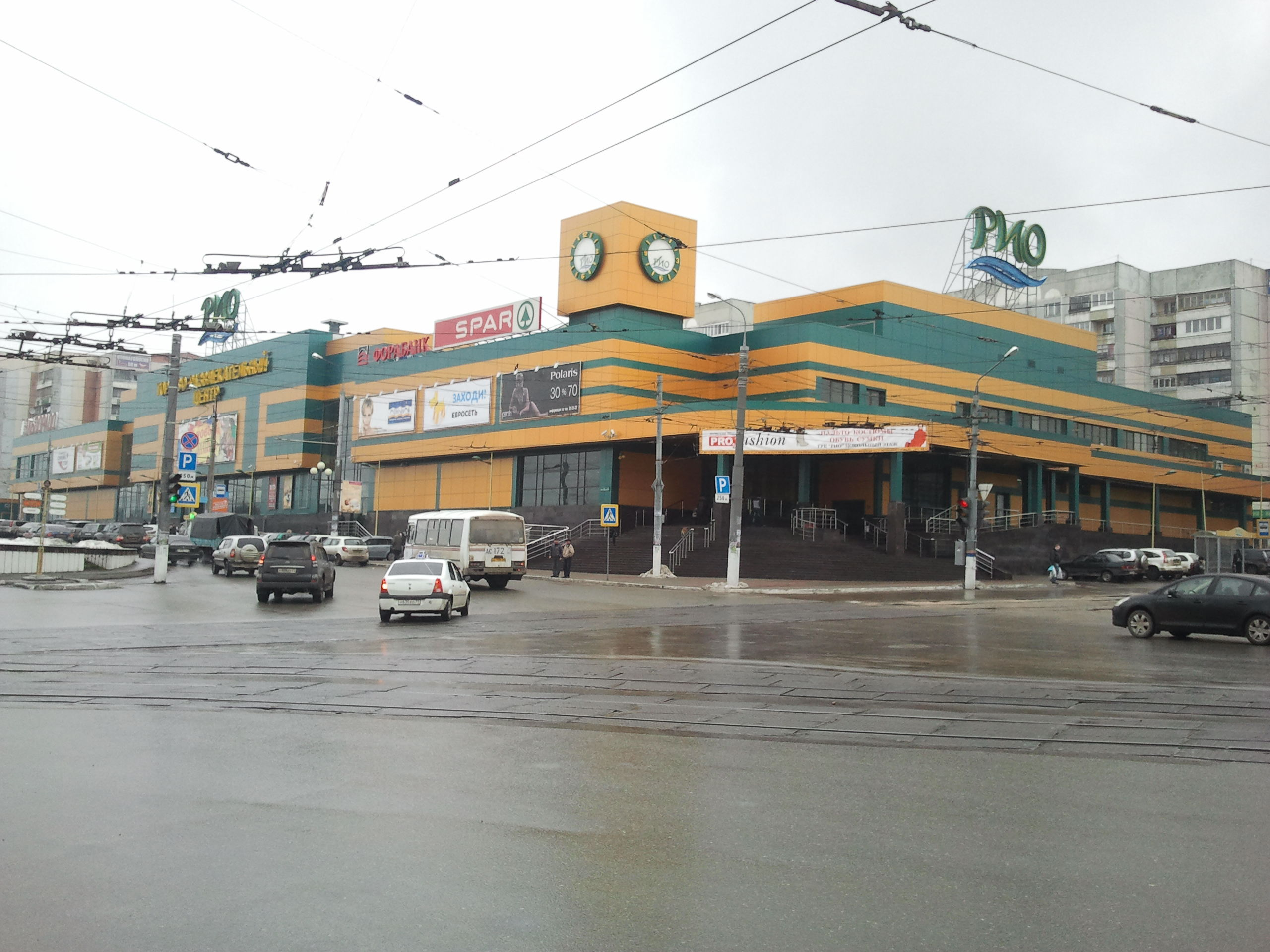
Торгово-развлекательный центр «Рио»
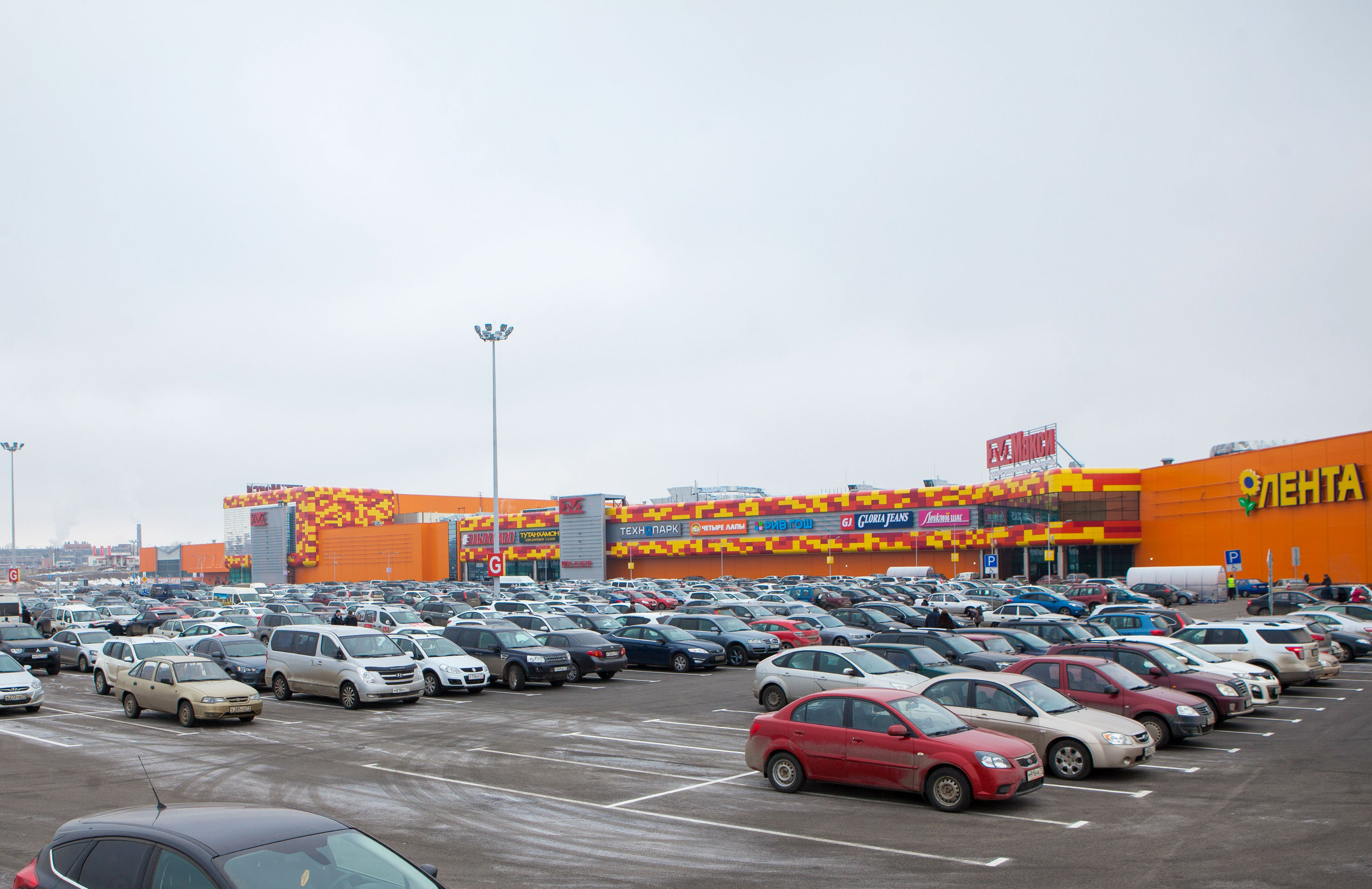
Торгово-развлекательный центр «Макси»

## Строительство
За январь-сентябрь 2014 года объём работ, услуг, выполненных собственными силами организаций по виду деятельности «Строительство» на территории города Тулы по крупным и средним организациям, составил 2551,5 млн руб., что в действующих ценах на 10,8 %, в сопоставимых ценах на 17,0 % меньше, чем за соответствующий период прошлого года. Строительство индивидуального жилья ведётся за счёт собственных или привлечённых средств жителей. Многоэтажные жилые дома строятся за счёт собственных или привлечённых средств инвесторов-застройщиков.
За январь-сентябрь 2014 года введено в эксплуатацию 52,6 % от объёма жилья по Тульской области или 179010 м² (1806 квартир), в том числе:
- многоэтажные жилые дома — 67592 м² (58,8 % от объёма многоквартирных домов, введённых на территории Тульской области);
- индивидуальные жилые дома — 111418 м² (49,5 % от объёма индивидуального жилья, введённого на территории Тульской области).

По сравнению с январём-сентябрём 2013 года объём введённого жилья снизился на 8,4 %, многоэтажных жилых домов — на 33,7 %, объём индивидуального жилья увеличился на 19,0 %.
Наиболее крупными строительными площадками на текущий момент являются: микрорайон Левобережный, Петровский квартал, Новая Мыза, ЖК Скуратово и ЖК Вертикаль. В марте 2015 году утверждён проект планировки территории микрорайона «Красные Ворота». Строительство нового микрорайона планируется на земельном участке площадью более 650 м2 в районе Московского шоссе и улицы Ключевой. Проектом предусмотрена жилая застройка многоквартирными 4—24-этажными жилыми домами. В центре застройки планируется размещение рекреационной зоны, предусматривается строительство двух школ на 1300 и 540 учащихся, двух детских садов на 250 и одного детского сада на 110 детей. Активно ведётся строительство социальных объектов. Так, в ближайшее время в Туле появится коттеджный поселок, жилье в котором будет предназначено исключительно для медицинских работников.
В объёме капитальных вложений в основной капитал (без субъектов малого предпринимательства и параметров неформальной деятельности), вложения, финансируемые за счёт привлечённых средств, составили 6,4 млрд руб., из которых бюджетные средства — 1221,4 млн руб. (19 %), кредиты банков — 1242,6 млн руб. (19,3 %), заёмные средства других организаций — 1128,9 млн руб. (17,5 %), прочие — 2840,3 млн руб. (44,2 %). Развиваются экономические связи с другими государствами — например, с Турцией. В центре города, на улице Фридриха Энгельса Тулы, ведется строительство аквапарка. Проект стоимостью 4 миллиарда рублей финансирует частный инвестор.

## Потребительский рынок
Оборот розничной торговли по полному кругу за январь-сентябрь 2014 года составил 106396 млн руб., что больше по сравнению с январём-сентябрём 2013 в действующих ценах на 13,4 % (в сопоставимых ценах (товарной массе) — на 5,5 %). В обороте розничной торговли Тульской области доля муниципального образования город Тула увеличилась по сравнению с соответствующим периодом прошлого года на 0,1 процентных пункта и составила 62,5 %. Оборот розничной торговли по кругу крупных и средних предприятий за отчётный период сложился в объёме 40612,2 млн руб., что по сравнению с январём-сентябрём 2013 года в действующих ценах больше соответствующего периода прошлого года на 14 %; в сопоставимых ценах (товарной массе) — на 6,1 %.
Крупными и средними предприятиями жителям муниципального образования город Тула реализовано пищевых продуктов, включая напитки, и табачных изделий на 16464,9 млн руб., что больше, чем за январь-сентябрь 2013 года в действующих ценах на 29,4 % (в сопоставимых ценах (товарной массе) — на 18,4 %). Оборот общественного питания по кругу крупных и средних организаций в январе-сентябре 2014 года составил 520,8 млн руб. и вырос по отношению к соответствующему периоду прошлого года в действующих ценах на 4,3 % (в сопоставимых ценах — на 2,6 %).
Объём платных услуг, оказанных населению всеми хозяйствующими субъектами муниципального образования город Тула в отчётном периоде, составил 30910,8 млн руб., что выше по отношению к уровню соответствующего периода прошлого года в действующих ценах на 9,1 % (в сопоставимых ценах — на 1,5 %). В структуре платных услуг населению наибольшую долю занимают коммунальные услуги — 32,6 %, услуги связи — 25,3 % и транспортные услуги — 9,1 %.

## Связь
В настоящее время крупнейшим оператором связи в Туле является ПАО «Ростелеком» — национальная телекоммуникационная компания, основанная в 1993 году. Крупнейшими провайдерами мобильной связи в Туле являются Билайн, МТС, МегаФон, Tele2 и Yota, которые также предоставляют услуги доступа в интернет.
Услугами почтовой связи в Туле занимается тульский филиал российской государственной компании Почта России, включающий в себя 37 городских отделений. Доставка печати и корреспонденции производится в Туле ежедневно. История почты в Туле началась 4 сентября 1871 года. В те годы Тула была разделена на округа, имевшие пункты для приёма корреспонденции в мелочных лавках. Отправление писем оплачивалось независимо от его веса по фиксированной таксе — 5 копеек серебром (20 копеек ассигнациями). Лишь после этого письмо опускалось в установленный там же почтовый ящик. Сбор и разноску писем осуществляли письмоносцы, набранные почтамтом.
До середины XIX века почта являлась единственным способом письменного общения людей, и у неё не было конкурентов. Однако увеличение темпов развития города привело к появлению во второй половине XIX века нового средства передачи информации — телеграфной связи. Появление этого нововведения в Туле было связано с подготовкой к строительству южной ветки железной дороги. Ответственным за устройство телеграфа в Туле был назначен поручик Егоров. В Туле открытие городского почтово-телеграфного отделения связи произошло в 1902 году на улице Демидовской. В 1911 году открылось отделение на улице Николаевской (сейчас улица Свободы), в 1914 году начало работу Вокзальное отделение — при Курском вокзале, а в 1915 году — на улице Епифанской.

## Туризм
Туризм — развивающаяся и перспективная отрасль, которая связана с формированием положительного имиджа города Тулы, организации занятости населения, привлечением инвестиций в развитие разных отраслей экономики, ростом налоговых поступлений в бюджеты всех уровней. Огромное культурно-историческое наследие города, насыщенность музеями, памятниками истории и культуры связывают Тулу с высоким уровнем организации приёма и обслуживания туристских потоков. На территории города Тулы функционирует более 160 туристских фирм, 16 предприятий гостиничного типа общим номерным фондом 527 номеров и количеством мест — 984. Тульский туризм является внутренним туризмом, развитие которого в большей степени связано с историей города Тулы. Более 90 % туристов, посещающих Тулу, приходится на граждан России.